# 先進技術実証機試験隊
先進技術実証機試験隊（せんしんぎじゅつじっしょうきしけんたい）は、防衛装備庁隷下の試験部隊。岐阜試験場においてX-2の飛行試験を行っている。

## 概要
先進技術実証機試験隊は、防衛省及び製造企業の三菱重工業、エンジン開発企業のIHIの人員で構成されている。X-2飛行試験時の随伴機
にT-4練習機を使用するが、航空自衛隊岐阜基地に所在する飛行開発実験団所属機を先進技術実証機試験隊のパイロットが運航している。
テストパイロットは4名在籍し、2016年11月29日から2017年10月31日までの期間に計32回の試験飛行を行っている。
試験飛行は岐阜基地周辺空域及び岐阜県北部から石川県、富山県にまたがるJ空域、愛知県沖のK空域で行われ、試験項目では強度試験や加重検証試験から始まり、ステルス性に関する試験、推力偏向パドルの作動確認試験、高運動性試験等が行われた。

## 主要幹部
| 官職名                 | 階級    | 氏名     | 補職発令日 | 前職 |
| ---------------------- | ------- | -------- | ---------- | ---- |
| 先進技術実証機試験隊長 | 2等空佐 | 坂本大助 | 2015年     |      |

## 歴代運用機
- 実験用航空機
  - X-2（2016年～）
- 随伴機（英語版）
  - T-4（2016年～）（所属は飛行開発実験団）